# Риго-Двинская железная дорога
Риго-Двинская железная дорога (до 1893 года — Рижско-Динабургская) — железная дорога в Российской империи, построенная в 1858—1861 годах на средства частного капитала — Общества Рижско-Динабургской железной дороги. С 1894 года казённая. Проведена по Лифляндской, Витебской губерниям. Линия протяжённостью 204 версты связала Рижский порт на Балтийском море с Петербурго-Варшавской железной дорогой.

## История
23 января 1858 года императором утверждён Устав Общества Рижско-Динабургской железной дороги. 8 мая 1858 года при участии генерал-губернатора Прибалтийского края кн. А. А. Суворова (внука генералиссимуса) состоялось торжество освящения места сооружения вокзала в Риге.
Строительство дороги было разделено на четыре участка: от Риги до 40-й версты возглавлял инж. С. Хонингс; от 40-й версты до 94-й — инж. М. Вильяме; от 94-й до 145-й — инж. Биддер и от 145-й до Динабурга — инж. Д. Хуттон. Железная дорога была открыта в сентябре 1861 года. Максимальный продольный уклон пути на железной дороге был 5 ‰, наименьший радиус кривых в поворотах — 300 м . 
В 1871 году обществу дано разрешение построить линию от Риги до Мюльграбенской пристани. В 1878 году дороге передана 17,5 вёрстная Риго-Больдерааская железная дорога с правобережной Мюльграбенской ветвью (10,2 версты). В 1888 году закончилось строительство второго пути.
В 1892 году на дороге учреждён правительственный контроль. В 1894 году выкуплена в казну. С января 1895 года линии Риго-Двинской железной дороги вместе с Двинско-Витебской (построена в 1866 году) и Орловско-Витебской (1868) под единым управлением Риго-Орловской железной дороги.

## Станции

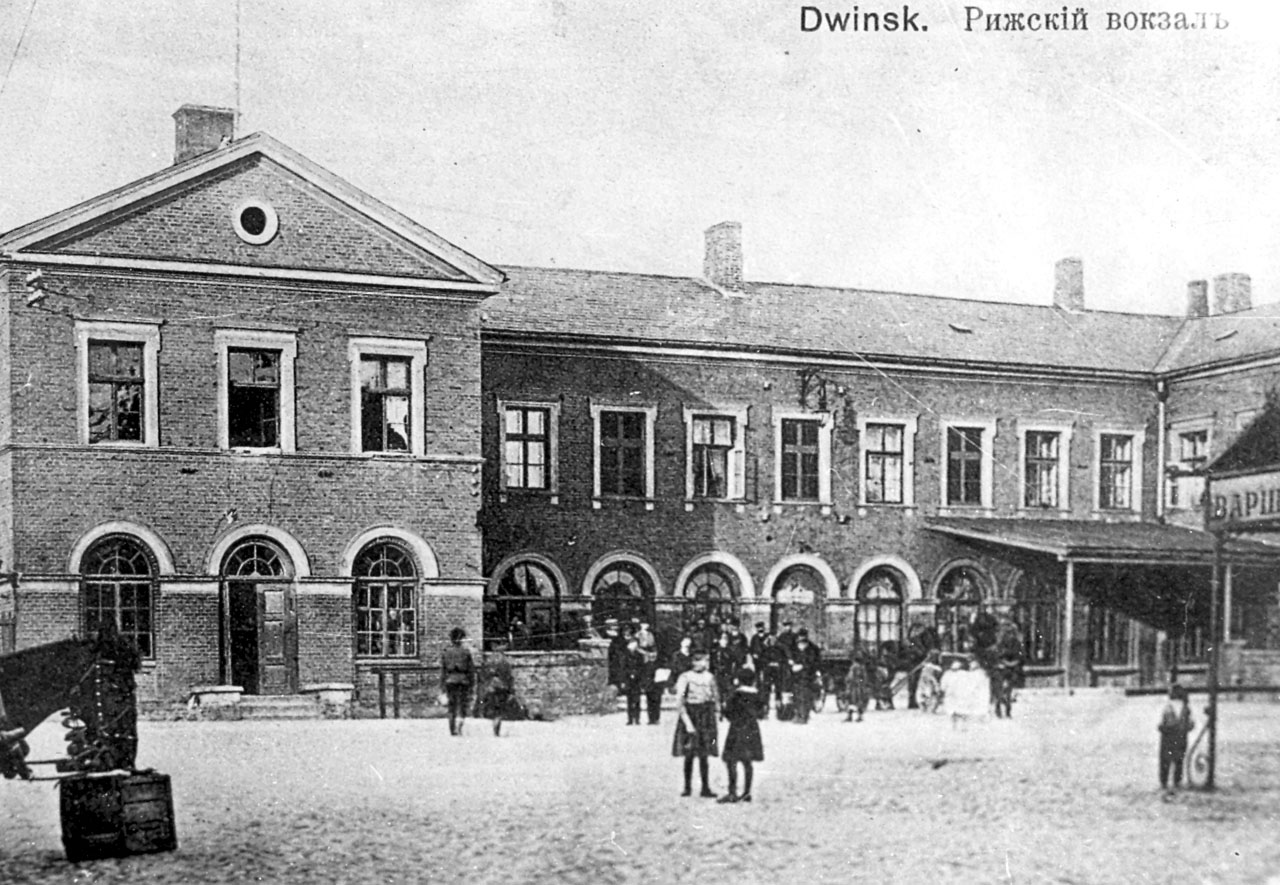
Рижский вокзал в Двинске

## Станции[8]
| Станция                   | Примечания                                                                        |
| ------------------------- | --------------------------------------------------------------------------------- |
| Рига                      | Узловая станция: Риго-Больдерааская ж. д., Риго-Туккумская ж. д.                  |
| Куртенгоф                 |                                                                                   |
| Икскюль                   | открыта в 1863 году                                                               |
| Огер                      |                                                                                   |
| Рингмундсгоф, Pигмундсгоф |                                                                                   |
| Ремерсгоф                 |                                                                                   |
| Кокенгузен                |                                                                                   |
| Штокмансгоф               |                                                                                   |
| Крейцбург                 | Узловая станция с 1901 г.: Московско-Виндаво-Рыбинская ж. д.                      |
| Треппенгоф                |                                                                                   |
| Ливенгоф                  |                                                                                   |
| Царьград                  |                                                                                   |
| Ницгаль                   |                                                                                   |
| Ликсна                    |                                                                                   |
| Динабург                  | Узловая станция с 1861 г.: Петербурго-Варшавская ж. д., Динабурго-Витебская ж. д. |

## Современное состояние
С 1991 года линия на всем своем протяжении находится на территории Латвии, в ведении Латвийской железной дороги — национальной государственной железнодорожной компании Латвии. На линии весьма интенсивное движение грузовых поездов. На участке Рига — Айзкраукле, длиной 82 км — это самая длинная электрифицированная линия в Латвии — осуществляется движение электропоездов, курсирующих по трем маршрутам: Рига — Огре, Рига — Лиелварде и Рига — Айзкраукле.